# 2017-es Formula–1 bahreini nagydíj
A bahreini nagydíj volt a 2017-es Formula–1 világbajnokság harmadik futama, amelyet 2017. április 14. és április 16. között rendeztek meg a bahreini Bahrain International Circuiten, Szahírban.

## Választható keverékek
| Abroncs            | Friss | Használt |
| ------------------ | ----- | -------- |
| Közepes keverék    |       |          |
| Lágy keverék       |       |          |
| Szuperlágy keverék |       |          |
| Átmeneti esőgumi   |       |          |
| Teljes esőgumi     |       |          |

## Szabadedzések

### Első szabadedzés
A bahreini nagydíj első szabadedzését április 14-én, pénteken délután tartották. Ettől a hétvégétől Pascal Wehrlein vette át az ideiglenesen két futamon rajthoz álló Antonio Giovinazzi helyét.
| helyezés | versenyző         | csapat/motor         | elért idő | különbség | futott kör |
| -------- | ----------------- | -------------------- | --------- | --------- | ---------- |
| 1        | Sebastian Vettel  | Ferrari              | 1:32,697  | −         | 21         |
| 2        | Daniel Ricciardo  | Red Bull-TAG Heuer   | 1:33,097  | +0,400    | 22         |
| 3        | Max Verstappen    | Red Bull-TAG Heuer   | 1:33,566  | +0,869    | 23         |
| 4        | Sergio Pérez      | Force India-Mercedes | 1:34,095  | +1,398    | 22         |
| 5        | Felipe Massa      | Williams-Mercedes    | 1:34,246  | +1,549    | 24         |
| 6        | Lance Stroll      | Williams-Mercedes    | 1:34,322  | +1,625    | 25         |
| 7        | Esteban Ocon      | Force India-Mercedes | 1:34,332  | +1,635    | 23         |
| 8        | Fernando Alonso   | McLaren-Honda        | 1:34,372  | +1,675    | 14         |
| 9        | Romain Grosjean   | Haas-Ferrari         | 1:34,564  | +1,867    | 21         |
| 10       | Lewis Hamilton    | Mercedes             | 1:34,636  | +1,939    | 28         |
| 11       | Danyiil Kvjat     | Toro Rosso-Renault   | 1:34,838  | +2,141    | 13         |
| 12       | Nico Hülkenberg   | Renault              | 1:34,927  | +2,230    | 13         |
| 13       | Stoffel Vandoorne | McLaren-Honda        | 1:34,997  | +2,300    | 10         |
| 14       | Valtteri Bottas   | Mercedes             | 1:35,002  | +2,305    | 27         |
| 15       | Jolyon Palmer     | Renault              | 1:35,068  | +2,371    | 19         |
| 16       | Kevin Magnussen   | Haas-Ferrari         | 1:35,579  | +2,882    | 21         |
| 17       | Marcus Ericsson   | Sauber-Ferrari       | 1:35,888  | +3,191    | 24         |
| 18       | Pascal Wehrlein   | Sauber-Ferrari       | 1:35,959  | +3,262    | 23         |
| 19       | Carlos Sainz Jr.  | Toro Rosso-Renault   | 1:36,079  | +3,382    | 16         |
| 20       | Kimi Räikkönen    | Ferrari              | 1:42,333  | +9,636    | 6          |

### Második szabadedzés
A bahreini nagydíj második szabadedzését április 14-én, pénteken este tartották.
| helyezés | versenyző         | csapat/motor         | elért idő | különbség | futott kör |
| -------- | ----------------- | -------------------- | --------- | --------- | ---------- |
| 1        | Sebastian Vettel  | Ferrari              | 1:31,310  | −         | 29         |
| 2        | Valtteri Bottas   | Mercedes             | 1:31,351  | +0,041    | 35         |
| 3        | Daniel Ricciardo  | Red Bull-TAG Heuer   | 1:31,376  | +0,066    | 28         |
| 4        | Kimi Räikkönen    | Ferrari              | 1:31,478  | +0,168    | 34         |
| 5        | Lewis Hamilton    | Mercedes             | 1:31,594  | +0,284    | 35         |
| 6        | Nico Hülkenberg   | Renault              | 1:31,883  | +0,573    | 37         |
| 7        | Felipe Massa      | Williams-Mercedes    | 1:32,079  | +0,769    | 37         |
| 8        | Max Verstappen    | Red Bull-TAG Heuer   | 1:32,245  | +0,935    | 18         |
| 9        | Romain Grosjean   | Haas-Ferrari         | 1:32,505  | +1,195    | 34         |
| 10       | Danyiil Kvjat     | Toro Rosso-Renault   | 1:32,707  | +1,397    | 35         |
| 11       | Kevin Magnussen   | Haas-Ferrari         | 1:32,854  | +1,544    | 33         |
| 12       | Esteban Ocon      | Force India-Mercedes | 1:32,875  | +1,565    | 38         |
| 13       | Jolyon Palmer     | Renault              | 1:32,876  | +1,566    | 38         |
| 14       | Fernando Alonso   | McLaren-Honda        | 1:32,897  | +1,587    | 31         |
| 15       | Sergio Pérez      | Force India-Mercedes | 1:33,319  | +2,009    | 34         |
| 16       | Lance Stroll      | Williams-Mercedes    | 1:33,361  | +2,051    | 36         |
| 17       | Marcus Ericsson   | Sauber-Ferrari       | 1:33,944  | +2,634    | 34         |
| 18       | Carlos Sainz Jr.  | Toro Rosso-Renault   | 1:34,072  | +2,762    | 5          |
| 19       | Pascal Wehrlein   | Sauber-Ferrari       | 1:34,117  | +2,807    | 29         |
| 20       | Stoffel Vandoorne | McLaren-Honda        | 1:34,230  | +2,920    | 8          |

### Harmadik szabadedzés
A bahreini nagydíj harmadik szabadedzését április 15-én, szombaton délután tartották.
| helyezés | versenyző         | csapat/motor         | elért idő | különbség | futott kör |
| -------- | ----------------- | -------------------- | --------- | --------- | ---------- |
| 1        | Max Verstappen    | Red Bull-TAG Heuer   | 1:32,194  | −         | 8          |
| 2        | Lewis Hamilton    | Mercedes             | 1:32,304  | +0,110    | 10         |
| 3        | Sebastian Vettel  | Ferrari              | 1:32,750  | +0,556    | 10         |
| 4        | Valtteri Bottas   | Mercedes             | 1:32,754  | +0,560    | 13         |
| 5        | Kimi Räikkönen    | Ferrari              | 1:32,785  | +0,591    | 9          |
| 6        | Felipe Massa      | Williams-Mercedes    | 1:32,801  | +0,607    | 12         |
| 7        | Daniel Ricciardo  | Red Bull-TAG Heuer   | 1:32,809  | +0,615    | 8          |
| 8        | Nico Hülkenberg   | Renault              | 1:32,933  | +0,739    | 9          |
| 9        | Carlos Sainz Jr.  | Toro Rosso-Renault   | 1:33,604  | +1,410    | 18         |
| 10       | Danyiil Kvjat     | Toro Rosso-Renault   | 1:33,744  | +1,550    | 11         |
| 11       | Sergio Pérez      | Force India-Mercedes | 1:33,916  | +1,722    | 14         |
| 12       | Fernando Alonso   | McLaren-Honda        | 1:33,922  | +1,728    | 10         |
| 13       | Pascal Wehrlein   | Sauber-Ferrari       | 1:33,947  | +1,753    | 15         |
| 14       | Lance Stroll      | Williams-Mercedes    | 1:33,965  | +1,771    | 15         |
| 15       | Stoffel Vandoorne | McLaren-Honda        | 1:34,027  | +1,833    | 15         |
| 16       | Esteban Ocon      | Force India-Mercedes | 1:34,064  | +1,870    | 17         |
| 17       | Kevin Magnussen   | Haas-Ferrari         | 1:34,198  | +2,004    | 13         |
| 18       | Romain Grosjean   | Haas-Ferrari         | 1:34,205  | +2,011    | 14         |
| 19       | Marcus Ericsson   | Sauber-Ferrari       | 1:34,268  | +2,074    | 15         |
| 20       | Jolyon Palmer     | Renault              | 1:34,417  | +2,223    | 11         |

## Időmérő edzés
A bahreini nagydíj időmérő edzését április 15-én, szombaton este tartották.
| helyezés              | rajtszám | versenyző         | csapat/motor         | 1. rész  | 2. rész    | 3. rész  | rajthely | futott kör |
| --------------------- | -------- | ----------------- | -------------------- | -------- | ---------- | -------- | -------- | ---------- |
| 1                     | 77       | Valtteri Bottas   | Mercedes             | 1:31,041 | 1:29,555   | 1:28,769 | 1        | 12         |
| 2                     | 44       | Lewis Hamilton    | Mercedes             | 1:30,814 | 1:29,535   | 1:28,792 | 2        | 13         |
| 3                     | 5        | Sebastian Vettel  | Ferrari              | 1:31,037 | 1:29,596   | 1:29,247 | 3        | 12         |
| 4                     | 3        | Daniel Ricciardo  | Red Bull-TAG Heuer   | 1:31,667 | 1:30,497   | 1:29,545 | 4        | 12         |
| 5                     | 7        | Kimi Räikkönen    | Ferrari              | 1:30,988 | 1:29,843   | 1:29,567 | 5        | 16         |
| 6                     | 33       | Max Verstappen    | Red Bull-TAG Heuer   | 1:30,904 | 1:30,307   | 1:29,687 | 6        | 12         |
| 7                     | 27       | Nico Hülkenberg   | Renault              | 1:31,057 | 1:30,169   | 1:29,842 | 7        | 15         |
| 8                     | 19       | Felipe Massa      | Williams-Mercedes    | 1:31,373 | 1:30,677   | 1:30,074 | 8        | 12         |
| 9                     | 8        | Romain Grosjean   | Haas-Ferrari         | 1:31,691 | 1:30,857   | 1:30,763 | 9        | 16         |
| 10                    | 30       | Jolyon Palmer     | Renault              | 1:31,458 | 1:30,899   | 1:31,074 | 10       | 15         |
| 11                    | 26       | Danyiil Kvjat     | Toro Rosso-Renault   | 1:31,531 | 1:30,923   |          | 11       | 12         |
| 12                    | 18       | Lance Stroll      | Williams-Mercedes    | 1:31,748 | 1:31,168   |          | 12       | 12         |
| 13                    | 94       | Pascal Wehrlein   | Sauber-Ferrari       | 1:31,995 | 1:31,414   |          | 13       | 15         |
| 14                    | 31       | Esteban Ocon      | Force India-Mercedes | 1:31,774 | 1:31,684   |          | 14       | 12         |
| 15                    | 14       | Fernando Alonso   | McLaren-Honda        | 1:32,054 | idő nélkül |          | 15       | 8          |
| 16                    | 55       | Carlos Sainz Jr.  | Toro Rosso-Renault   | 1:32,118 |            |          | 16       | 5          |
| 17                    | 2        | Stoffel Vandoorne | McLaren-Honda        | 1:32,313 |            |          | 17       | 8          |
| 18                    | 11       | Sergio Pérez      | Force India-Mercedes | 1:32,318 |            |          | 18       | 7          |
| 19                    | 9        | Marcus Ericsson   | Sauber-Ferrari       | 1:32,543 |            |          | 19       | 9          |
| 20                    | 20       | Kevin Magnussen   | Haas-Ferrari         | 1:32,900 |            |          | 20       | 8          |
| 107%-os idő: 1:37,170 |          |                   |                      |          |            |          |          |            |

## Futam
A bahreini nagydíj futama április 16-án, vasárnap este rajtolt.
| helyezés | rajtszám | versenyző         | csapat/motor         | futott kör | idő/kiesés oka | rajthely | abroncs | pont |
| -------- | -------- | ----------------- | -------------------- | ---------- | -------------- | -------- | ------- | ---- |
| 1        | 5        | Sebastian Vettel  | Ferrari              | 57         | 1:33:53,374    | 3        |         | 25   |
| 2        | 44       | Lewis Hamilton    | Mercedes             | 57         | +6,660         | 2        |         | 18   |
| 3        | 77       | Valtteri Bottas   | Mercedes             | 57         | +20,397        | 1        |         | 15   |
| 4        | 7        | Kimi Räikkönen    | Ferrari              | 57         | +22,475        | 5        |         | 12   |
| 5        | 3        | Daniel Ricciardo  | Red Bull-TAG Heuer   | 57         | +39,346        | 4        |         | 10   |
| 6        | 19       | Felipe Massa      | Williams-Mercedes    | 57         | +54,326        | 8        |         | 8    |
| 7        | 11       | Sergio Pérez      | Force India-Mercedes | 57         | +1:02,606      | 18       |         | 6    |
| 8        | 8        | Romain Grosjean   | Haas-Ferrari         | 57         | +1:14,865      | 9        |         | 4    |
| 9        | 27       | Nico Hülkenberg   | Renault              | 57         | +1:20,188      | 7        |         | 2    |
| 10       | 31       | Esteban Ocon      | Force India-Mercedes | 57         | +1:35,711      | 14       |         | 1    |
| 11       | 94       | Pascal Wehrlein   | Sauber-Ferrari       | 56         | +1 kör         | 13       |         |      |
| 12       | 26       | Danyiil Kvjat     | Toro Rosso-Renault   | 56         | +1 kör         | 11       |         |      |
| 13       | 30       | Jolyon Palmer     | Renault              | 56         | +1 kör         | 10       |         |      |
| 14[1]    | 14       | Fernando Alonso   | McLaren-Honda        | 54         | erőforrás      | 15       |         |      |
| ki       | 9        | Marcus Ericsson   | Sauber-Ferrari       | 50         | sebességváltó  | 19       |         |      |
| ki       | 55       | Carlos Sainz Jr.  | Toro Rosso-Renault   | 12         | baleset        | 16       |         |      |
| ki       | 18       | Lance Stroll      | Williams-Mercedes    | 12         | baleset        | 12       |         |      |
| ki       | 33       | Max Verstappen    | Red Bull-TAG Heuer   | 11         | fékek          | 6        |         |      |
| ki       | 20       | Kevin Magnussen   | Haas-Ferrari         | 8          | hidraulika     | 20       |         |      |
| ni       | 2        | Stoffel Vandoorne | McLaren-Honda        | 0          | erőforrás      | 17       |         |      |

Megjegyzés:
- ↑ 1:  — Fernando Alonso nem fejezte be a versenyt, de helyezését értékelték, mert a versenytáv több, mint 90%-át teljesítette.

## A világbajnokság állása a verseny után
| H   | Versenyzők       | Pont | H   | Konstruktőrök        | Pont |
| --- | ---------------- | ---- | --- | -------------------- | ---- |
| 1.  | Sebastian Vettel | 68   | 1.  | Ferrari              | 102  |
| 2.  | Lewis Hamilton   | 61   | 2.  | Mercedes             | 99   |
| 3.  | Valtteri Bottas  | 38   | 3.  | Red Bull-TAG Heuer   | 47   |
| 4.  | Kimi Räikkönen   | 34   | 4.  | Force India-Mercedes | 17   |
| 5.  | Max Verstappen   | 25   | 5.  | Williams-Mercedes    | 16   |
| 6.  | Daniel Ricciardo | 22   | 6.  | Toro Rosso-Renault   | 12   |
| 7.  | Felipe Massa     | 16   | 7.  | Haas-Ferrari         | 8    |
| 8.  | Sergio Pérez     | 14   | 8.  | Renault              | 2    |
| 9.  | Carlos Sainz Jr. | 10   | 9.  | Sauber-Ferrari       | 0    |
| 10. | Romain Grosjean  | 4    | 10. | McLaren-Honda        | 0    |

(A teljes táblázat)

## Statisztikák
- Vezető helyen:
  - Valtteri Bottas: 13 kör (1-13)
  - Sebastian Vettel: 36 kör (14-33 és 42-57)
  - Lewis Hamilton: 8 kör (34-41)
- Valtteri Bottas 1. pole-pozíciója.
- Sebastian Vettel 44. futamgyőzelme.
- Lewis Hamilton 33. versenyben futott leggyorsabb köre.
- A Ferrari 227. futamgyőzelme.
- Sebastian Vettel 89., Lewis Hamilton 107., Valtteri Bottas 11. dobogós helyezése.